# SNCAC

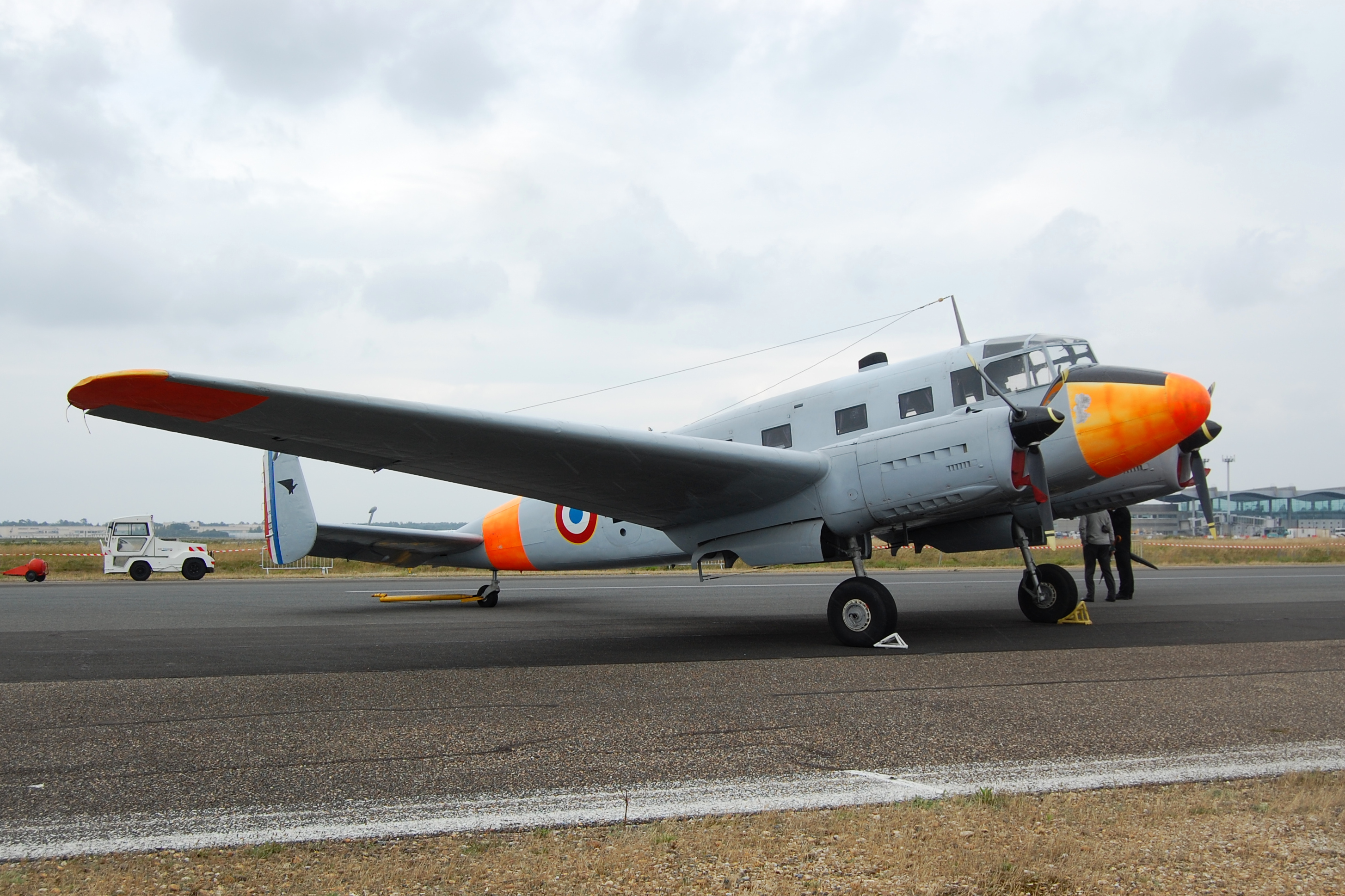
NC.702 Martinet de SNCAC

SNCAC (''Société Nationale de Constructions Aéronautiques du Centre'', també coneguda com a Aérocentre) va ser una empresa francesa fabricant d'aeronaus creada l'any 1936 per la nacionalització de les firmes Farman Aviation Works i Hanriot.
SNCAC va ser liquidada l'any 1949 després de la Segona Guerra Mundial i els seus actius es van repartir entre altres firmes nacionalitzades com SNCAN, SNCASO, i SNECMA.

## Aeronaus
- NC de SNCAC-290 - projecte abandonat per un transport quatrimotor jet per 60 passatgers.
- SNCAC NC.420
- Farman NC.470 (1937)
- SNCAC NC.600 (1937)
- SNCAC NC.510 (1938)
- SNCAC NC.130 (1939)
- SNCAC NC.150 (1939)
- SNCAC NC.530, versió més aerodinàmica del NC.510 (1939)
- SNCAC NC.900, versió del Focke-Wulf Fw 190 construïda per SNCAC (1939)
- SNCAC Martinet (1944)
- SNCAC NC.800 Cab - projecte abandonat per un transport bimotor lleuger
- SNCAC Chardonneret (1946)
- SNCAC NC.3021 Belphégor (1946)
- SNCAC NC.850 (1947)
- SNCAC NC.1070 (1947)
- SNCAC NC.1071, versió de reacció del NC.1070 (1948)
- SNCAC NC.211 Cormoran (1948)
- SNCAC NC.1080 (1949)
- SNCAC NC.2001 Abeille (1949)